# جبر آباد (فهرج)
جبر آباد (فهرج)، روستایی از توابع بخش نگین کویر شهرستان بم در استان کرمان ایران است.

## جمعیت
این روستا در دهستان چاهدگال قرار دارد و براساس سرشماری مرکز آمار ایران در سال ۱۳۸۵، جمعیت آن زیر سه خانوار بوده‌است.